# Marnixringzonnewijzer

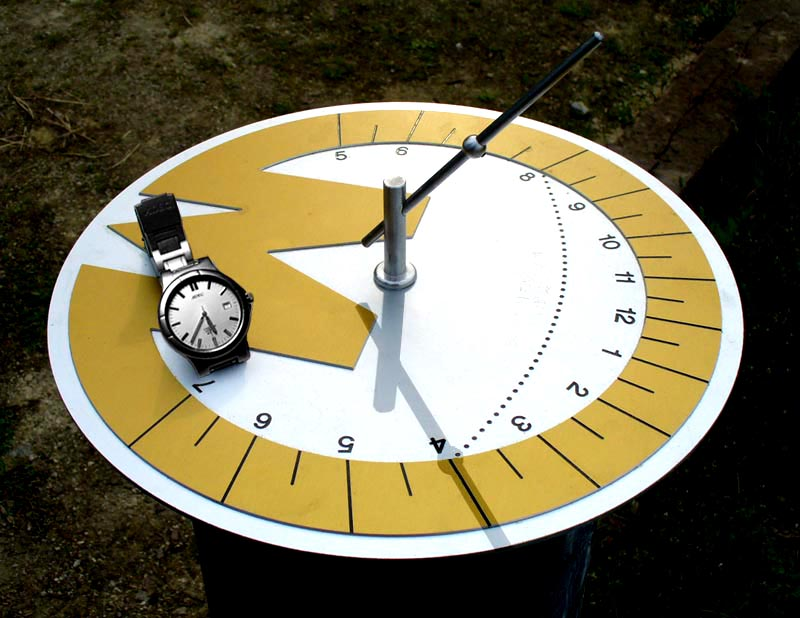

De Marnixringzonnewijzer is een bijzondere uitvoering van een horizontale zonnewijzer. Hij wijst niet alleen het uur aan maar ook een datum. Je vindt hem op meerdere plaatsen in Vlaanderen, meestal bij leden van de Internationale Serviceclub Marnixring.
Op het ringvormige kenteken van deze serviceclub duidt de schaduw van een schuine stijl de ware plaatselijke tijd aan. Op de stijl bevindt zich een bolletje. De schaduw daarvan schuift op 11 juli, de Vlaamse feestdag, van 's morgens tot 's avonds over een gebogen, met stippen gemarkeerde lijn.
Deze zonnewijzer in corrosievrij metaal heeft een diameter van 32 cm. Zijn voetstuk heeft een diameter van 15 cm en is 3,5 cm hoog.
Hij werd ontworpen door Willy Leenders en verkocht om met de opbrengst een project van de Limburgse Marnixringen mogelijk te maken.

## Het instellen van de zonnewijzer
De ware plaatselijke tijd of 'zonnetijd' heeft de ware middag als referentie. Dit is het ogenblik dat de zon even lang heeft geschenen sinds zonsopgang al ze nog zal schijnen tot zonsondergang, het midden van de dag dus. De zon staat dan precies in het zuiden en op haar hoogste punt van de dag. Het is dan 12 uur.
Het uur op ons uurwerk, het officiële uur, loopt in Vlaanderen en Nederland altijd voor op de zonnetijd, meer of minder afhankelijk van plaats en datum. Het heeft als referentie de ware middag op de 15e lengtegraad (ongeveer de grens tussen Duitsland en Polen). Als het daar middag is (als de zomertijd geldt, een uur later) wijzen alle uurwerken in West-Europa, op Portugal, Groot-Brittannië en IJsland na, 12 uur aan.
De zonnewijzer instellen is eenvoudig, aan de hand van een bijgeleverde tabel. Die geeft voor elke dag aan hoeveel een uurwerk op een bepaalde plaats voorloopt op de zonnetijd.
De zonnewijzer op de foto hier bijgevoegd geeft aan dat het 4 uur is. Het uurwerk wijst 5.37 uur aan. Op de plaats waar de zonnewijzer staat loopt de officiële tijd op die dag immers 1 uur en 37 minuten voor op de zonnetijd. De foto werd gemaakt op 11 juli, zoals de schaduw van het bolletje aanwijst. De instelling kan echter gebeuren op elke dag en op elk ogenblik als de zon schijnt.
De constructie van de zonnewijzer is zodanig dat hij, eens ingesteld, steeds de ware plaatselijke tijd aanduidt. De schuine stijl maakt met het horizontale vlak een hoek van 51 graden, de gemiddelde breedtegraad in Vlaanderen. Hij wijst naar het noorden.